# Joan Rovira i Roure
Juan Rovira Roure (Barcelona, 10 de diciembre de 1899 - Lérida, 27 de agosto de 1936) fue un abogado del Estado y político español ejecutado al comienzo de la guerra civil española.

## Biografía
Joan Rovira Roure fue un abogado del Estado y político de la Lliga Regionalista que en las elecciones al Parlamento de Cataluña de 1932 fue escogido diputado para el Parlamento de Cataluña por la demarcación de Lérida. Fue nombrado alcalde de Lérida en 1935, después de la destitución y encarcelamiento del alcalde electo Antoni Vives i Estover a causa de los hechos de octubre de 1934.
Al inicio de la guerra civil española fue detenido por autorizar la celebración de la cabalgata de Reyes de enero de 1936  (entre otros cargos) y juzgado de forma irregular por el Tribunal Popular de Lérida, junto a otros miembros de la candidatura del Frente Catalán de Orden en las elecciones generales españolas de 1936. Rovira fue detenido, juzgado y condenado a muerte a pesar de tener inmunidad parlamentaria garantizada por la Generalidad de Cataluña y que así lo alegara un enviado de esta institución. Murió ejecutado el 27 de agosto de 1936 en Lérida.
La persecución no terminó con su muerte, a pesar de que hay testigos que aseguran que perdonó a quienes lo fusilaron. La checa revolucionaria que gobernaba Lérida ordenó que sus dos hijos mayores, de cinco y cuatro años respectivamente, debían viajar a Rusia para ser "reeducados". En un gélido día de febrero de 1938, Ana María Tarazona, esposa de Juan Rovira, se aventuró a cruzar las líneas hacia la España Nacional, con sus dos hijos mayores y con el menor, que a la sazón tenía un año.[cita requerida]
Fue el padre del también político Juan Rovira Tarazona.